# No grazie, il caffè mi rende nervoso
No grazie, il caffè mi rende nervoso è un film commedia thriller del 1982 diretto da Lodovico Gasparini ed interpretato da Lello Arena e Massimo Troisi.

## Trama
Napoli. L'organizzazione del Primo Festival Nuova Napoli è turbata da alcuni inspiegabili episodi: prima cede l'impalcatura del Teatro Tenda, successivamente alla redazione de Il Mattino arriva la cartolina d'un maniaco secondo il quale chiunque partecipi al Festival sarà ucciso. La sgomitante giornalista Lisa Sole vuole offrire al timido collega Michele Giuffrida la possibilità di ricavarne uno scoop, incarico che il direttore gli affida.
Per cercare di scoprire qualcosa, Lisa e Michele vanno al teatro durante le prove per il concerto di James Senese, con il pretesto di un'intervista; da una musicassetta viene audiodiffuso un messaggio del maniaco in cui è contenuta un'esplicita minaccia di morte verso il musicista, reo d'avere accettato d'intervenire alla kermesse. Lisa recupera la cassetta e corre al deposito della Pasam Records, dove viene seguita da Michele; i due vengono però scoperti dagli scagnozzi del contrabbandiere Mastino, ma riescono a fuggire. Anche l'attore Massimo Troisi, giunto da Roma per partecipare al Festival, viene piantonato da due agenti del commissario Barra, che vorrebbe approfittare d'una mossa falsa del maniaco per incastrarlo.
Nel frattempo succede di tutto: Senese viene ucciso nella sua auto, Troisi minacciato nella sua stanza d'albergo, Michele viene sospettato d'essere un emissario d'un rivale di Mastino e da questi fatto rapire; stessa sorte toccherà a Lisa, che viene poi rocambolescamente tratta in salvo da Michele. Ciò nonostante il Festival continua; Troisi vorrebbe rinunciare a parteciparvi ma viene convinto dal piano del commissario, con l'appoggio di vari giornalisti, Lisa compresa: la finta pubblicazione d'un articolo in cui l'attore rinuncia al Festival, per poi farlo apparire a sorpresa e successivamente farlo allontanare da Napoli scortandolo fino a Roma.
Troisi accetta con titubanza, ma la cosa non sfugge al maniaco, che finisce per strangolarlo e infilargli una pizza in bocca. Dopo quest'episodio, Lisa è decisa ad arrivare in fondo; i suoi sospetti cadono su un uomo misterioso presente in tutte le fotografie effettuate dai giornalisti dopo i delitti. Questi si rivelerà essere l'impresario musicale Kim Norton, giunto dagli Stati Uniti per acquistare in blocco i diritti del Festival e ritrovatosi solo casualmente al centro di quanto accaduto. La cruda verità circa l'identità dell'assassino non tarda ad arrivare: si tratta proprio di Michele, condizionato da un raptus, il cui movente sta nel totale rifiuto d'una Napoli in evoluzione, desideroso di mantenerla imprigionata dai classici stereotipi. Proprio mentre Lisa sta per essere uccisa, il commissario Barra riesce a intervenire e ad arrestarlo.